# Belloconcha
Belloconcha is een geslacht van weekdieren uit de klasse van de Gastropoda (slakken).

## Soort
- Belloconcha suteri (Sykes, 1900)